# Turgenitubulus foramenus
Turgenitubulus foramenus är en snäckart som beskrevs av Alan Solem 1981. Turgenitubulus foramenus ingår i släktet Turgenitubulus och familjen Camaenidae. IUCN kategoriserar arten globalt som sårbar. Inga underarter finns listade i Catalogue of Life.